# Jean-Paul Bacquet
Pour les articles homonymes, voir Bacquet.
Jean-Paul Bacquet, né le 11 mars 1949 à Saint-Mandé (Val-de-Marne), est un médecin généraliste et un homme politique français, membre du Parti socialiste.
Il est député de la quatrième circonscription du Puy-de-Dôme de 1997 à 2017.

## Biographie
Soutenu par son mentor, l'ancien député Joseph Planeix et par François Mitterrand qu'il présente comme un ami proche, Jean-Paul Bacquet se présente une première fois à la députation dans la quatrième circonscription du Puy-de-Dôme en 1993. Il n'y a pas de député sortant à la suite du retrait de la vie politique du député Jacques Lavédrine. Jean-Paul Bacquet est battu au second tour par Pierre Pascallon du RPR.
Il est élu député en 1997 dans la circonscription (avec comme suppléant Bernard Veissière, maire d'Ardes-sur-Couze), puis réélu le 16 juin 2002, pour la XIIe législature (2002-2007) et en 2007 avec 61,44 % des voix (contre Christophe Serre, UMP). Il a alors pour suppléante Michelle Fauvergue, maire d'Auzat-la-Combelle.
Jean-Paul Bacquet est candidat à sa succession en 2012 (avec Sylvie Maisonnet, conseillère générale et ancienne suppléante d'Alain Néri, comme suppléante) dans une 4e circonscription redécoupée qui comprend une partie de Clermont-Ferrand. Avant l'élection, il annonce que, s'il est élu, ce sera son dernier mandat à l'Assemblée nationale afin de laisser la place aux jeunes. Jean-Paul Bacquet est réélu dès le premier tour avec 50,92 % des voix.
Le travail de Jean-Paul Bacquet à l'Assemblée nationale est principalement centré sur les questions liées aux affaires étrangères mais il s'intéresse aussi aux problèmes de la médecine en zone rurale. Il est membre de la commission des Affaires étrangères et de la délégation française à l'Assemblée parlementaire de l'OSCE.
Jean-Paul Bacquet est jusqu'en 2012 rapporteur pour le commerce extérieur. Le 9 octobre 2012, il est élu président du conseil d'administration d'Ubifrance, l'agence française chargée d'aider au développement des capacités d'exportation des entreprises françaises. Il remplace ainsi le député Alain Cousin qui était en poste depuis 2007. Sa nomination est officialisée le 19 décembre suivant par un décret du président de la République,.
Début 2017, il se déclare candidat à la présidence de la communauté d'agglomération Agglo Pays d'Issoire. Il est élu président le 9 janvier 2017.
Il est nommé par décret, le 17 mars 2017 au Conseil économique, social et environnemental en tant que personnalité associée au sein de la section de l'économie et des finances.
Il est membre de l'association Dialogue franco-russe, décrite comme une organisation de lobbying pro-Kremlin.

## Mandats
- 20 juillet 1981 - 19 mars 1989 : membre du conseil municipal de Coudes (Puy-de-Dôme)
- 20 mars 1989 - 23 mai 2020 : maire de Coudes
- 27 juin 2007 - 1er octobre 2008 : secrétaire de l'Assemblée nationale
- mars 2004 - mars 2010 : conseiller régional d'Auvergne
- 12 juin 1997 - 20 juin 2017 : député du Puy-de-Dôme (4e circonscription)
- 9 janvier 2017 - 16 juillet 2020 : président de l'Agglo Pays d'Issoire (API)

## Distinctions
- Chevalier de la Légion d'honneur (2020)[10]